# 에너지 절감량
에너지 절감량은 적용하는 대상이나 목적 등에 따라 매우 다양하게 정의된다. 예를 들면, 에너지 효율관련 용어를 정의하는 국제표준인 ISO/IEC 13273-1은 에너지 성과 개선 조치(본 문서에서는 ECM 또는 에너지 절감 조치라고 칭함)의 이행으로 인한 에너지 소비량의 감소라고 정의한다. 한편 에너지 절감량에 관한 방법론적인 기틀을 정의하고 있는 국제표준인 ISO 17743은 에너지 베이스라인 대비 에너지 소비량의 감소로 정의하는데 시스템 경계, 에너지 베이스라인 및 조정 방법 등이 영향을 준다고 설명한다.
하나의 지침이나 보고서에서 여러 가지 다른 에너지 절감량이 정의되고 사용되는 경우가 많고, 유사해 보이는 지침 간에도 에너지 절감량 관련 정의가 서로 다른 경우도 많다. 우리가 에너지 절감량을 제시하거나 설명할 때, 에너지 절감량을 산출한 기준이나 정의를 명확하게 제시하는 것이 필요하다.
ECM의 시행시점, 산정근거 및 산정범위 등에 따라 구분되는 여러 가지 에너지 절감량 정의를 검토한다.

## 이행시점 관련 에너지 절감량
ECM 및 이를 포함하는 프로그램을 이행하기 이전 단계에서 계산하는 절감량을 Ex-Ante 절감량(사전 절감량)이라 부르며, ECM 이행 이후에 산출하는 절감량을 Ex-Post(사후 절감량)이라고 부른다.

### 사전(Ex-Ante) 절감량
ISO 50046은 Ex-Ante 절감량을 예측 에너지 절감량이라고 부르며, 계획단계에서 계산하는 예측 에너지 절감량은 이해관계자가 ECM관련하여 의사결정을 내릴 수 있도록 신뢰도 높은 정보를 제공하는 것이 필요하다고 설명한다.
Ex-Ante 절감량을 산출하는 계획 단계에서는 ECM이 이행되지 않아서 관련된 측정 데이터가 없으며, 이해관계자가 쉽게 이해할 수 있는 인자를 포함하는 계산식을 사용하며, 계산식의 인자에 대하여 규정되거나 추정한 값을 대입하여 에너지 절감량을 계산하는 것이 일반적이며, 이러한 사전 절감량은 절감할 수 있는 잠재량을 나타내는 추정 절감량이다.

### 사후(Ex-Post) 절감량
Ex-Post절감량은 ECM이나 관련 프로그램을 이행한 이후에 ECM이나 프로그램으로 인하여 실현된 에너지 절감량을 가리킨다.
일반적으로 사후 절감량은 에너지 소비량 및 영향 인자에 대한 측정값을 기반으로 계산하며, 다양한 기법을 활용하여 ECM의 이행으로 인하여 실현된 절감량을 계산한다.

## 산정근거 관련 에너지 절감량
ECM 이행으로 인한 에너지 절감량을 사전에 정해진 값이나 추정한 값을 근거로 산출하는 절감량을 Deemed 절감량(추정 절감량)이라 부르고, 계량이나 측정 결과를 활용하여 산출하는 절감량을 Measured 절감량(측정 절감량)이라 부른다.

### 추정(Deemed) 절감량
Deemed 절감량(추정 절감량)은 에너지 소비량에 영향을 미치는 인자에 대하여 사전에 정해진 값을 적용하거나 추정하여 산출한다.
이러한 추정 절감량은 ECM의 계획 단계에서 절감량을 예측하기 위해서 사용된다. 에너지 사용량에 영향을 미치는 인자에 대하여 정확한 정보를 가지고 있는 경우에 계산한 추정 절감량은 어느정도 신뢰할 수 있다고 고려하며 사후 절감량 계산에도 사용하기도 한다.
사후 절감량 계산에 적용되는 추정 절감량은 추정의 신뢰도에 따라 절감량에 대한 신뢰도가 영향을 받지만, 에너지 절감량에 비하여 측정 비용이 높은 경우에 사용되어 왔다. 최근 계량 및 측정 기술의 발전 및 시장의 성장으로 인하여 저렴한 비용으로 측정할 수 있는 경우가 많아지고 있으며, 적절한 비용으로 측정할 수 있음에도 불구하고 추정 절감량을 계속 사용하는 것은 정당화하기 어렵다.

#### 규정(Stipulated) 절감량
사전에 정해진 규정에 따라서 에너지 절감량을 산출한다는 의미를 강조하여 Stipulated 절감량(규정 절감량)이라고도 부른다. 규정 절감량에는 2가지 유형이 있는데, ECM에 관한 에너지 절감량을 산출하는 알고리즘을 규정하는 것과, 에너지 절감량 평가에 공학적 기법을 활용하는 일련의 기준을 규정하는 것이다.
이행시점을 기준으로 보면 규정 절감량은 사전 절감량 계산에 널리 사용된다. 사후 절감량을 계산할 때 규정절감량은 ECM이 적용되는 전체 대상에 대하여 통일된 방법론으로 에너지 절감량을 일관성이 있게 계산하기 위하여 사용하려는 경우가 많다. 해당 ECM에 대하여 명확하게 이해하고 있고, 측정 절감량을 산출하는데 비용이 많이 소요되는 경우에, 에너지 절감량을 정확하게 예측할 수 있는 ECM에 국한하여 사후 절감량 산출에 규정절감량이 적용될 수 있다.

### 측정(Measured) 절감량
에너지 절감량 산출에 추정값을 사용하는 대신에 측정값을 사용하는 경우에 Measured 절감량(측정 절감량)이라 부르는데, 측정 데이터를 활용하여 계산한 에너지 절감량을 가리킨다.
측정값을 기반으로 산출하는 에너지 절감량은 통계적 분석, 공학적 방법, 시뮬레이션, 계량 및 모니터링 그리고 통합적 방법 등 매우 다양한 방법을 적용한다. 

#### M&V 기반 절감량
ECM의 이행으로 인한 에너지 절감량을 검증하기 위하여 적용하는 M&V를 통한 에너지 절감량도 측정 절감량의 하나의 유형이다. ECM을 적용하지 않았을 경우에 사용하였을 에너지 소비량과 ECM을 적용하여 실제 사용한 에너지 소비량을 비교하여 에너지 절감량을 도출한다. 

## 산정범위 관련 에너지 절감량
ECM이나 프로젝트의 에너지 절감량을 산출하는 경우 일반적으로 Gross 절감량(총 절감량)을 검토하며, ECM이나 프로젝트를 포함하는 프로그램의 에너지 절감량을 산출하는 경우에는 Net 절감량(순 절감량)을 같이 평가하는 경우가 많다.

### 총(Gross) 절감량
ECM이나 프로젝트에 대한 Gross 절감량(총 절감량)은 ECM이나 프로젝트를 이행하지 않았다면 사용하였을 에너지 소비량과 ECM이나 프로젝트의 이행으로 인한 에너지 소비량의 차이로 나타낸다. ECM 프로그램의 총 절감량은 프로그램에 포함된 모든 ECM이나 프로젝트의 총절감량의 합으로 표시한다.
총 절감량은 에너지 영향인자의 변동을 반영하여 에너지 절감량을 산출하는데, 여기에는 중복산정, 확산효과, 무임승차 및 리바운드 효과 등은 반영하지 않는다.

### 순(Net) 절감량
Net 절감량(순 절감량)은 ECM 프로그램을 이행하지 않았어도 사용하였을 에너지 소비량과 ECM 프로그램을 이행하여 실제로 사용한 에너지 소비량의 차이로 나타낸다.
순 절감량은 ECM 프로그램의 총 절감량을 산출한 이후에, ECM 프로그램에 해당되는 중복산정, 확산효과, 무임승차 및 리바운드 등의 효과를 반영하여 도출하는 것이 일반적이다.